# Hayes Head
Das Hayes Head ist ein 850 m hohes, kliffartiges Kap an der Borchgrevink-Küste des ostantarktischen Viktorialands. Es ragt 5 km nördlich der Kay-Insel in den nördlichen Ausläufer der Wood Bay hinein. 
Die kartografische Erfassung des Gebiets erfolgte durch Vermessungsarbeiten des United States Geological Survey und mithilfe von Luftaufnahmen der United States Navy zwischen 1955 und 1963. Das Advisory Committee on Antarctic Names benannte das Kap 1968 nach Miles O. Hayes (1934–2022), Geologe auf der McMurdo-Station von 1965 bis 1966.